# Chester City Football Club
Maillots
Le Chester City Football Club était un club de football anglais fondé en 1885. 
Le club, basé à Chester, évoluait pour la saison 2009-2010 en Conference National (cinquième division anglaise). Il fut dissous en 2010.

## Repères historiques
- Fondé en 1885 par la fusion de « Chester Rovers » et de « Old King's Scholars », le club adopte un statut professionnel en 1902 et rejoint la League en 1931 (Division 3-Sud). Implanté dans une ville proche du Pays de Galles, le club participe plusieurs fois à la Coupe du pays de Galles, remportant même l'épreuve trois fois (1908, 1933 et 1947).
- Le club est dissous en 2010 pour raisons financières.

## Palmarès
- Championnat d'Angleterre de D3-Nord : 
  - Vice-Champion : 1936

- Championnat d'Angleterre de D4 :
  - Vice-Champion : 1986, 1994

- Conference National (D5) : 
  - Champion : 2004
  - Vice-Champion : 2003

- Coupe du pays de Galles : 
  - Vainqueur : 1908, 1933, 1947
  - Finaliste : 1909, 1910, 1935, 1936, 1953, 1954, 1955, 1958, 1966, 1970

## Renouveau
Un nouveau club fut fondé en 2010, à la suite de la disparition de celui-ci : Chester FC. Le nouveau club démarra en Isthmian Football League Division One North au début de la saison (2010-2011, remporta le championnat, monta en Northern Premier League, et remporta ce championnat là aussi à la fin de la saison (2011-2012). Le club évolue pour la saison 2012-2013, en Conference North, qu'il remporte également. Après ces trois montées consécutives, Chester FC atteint le Skrill Premier et se stabilise dans le milieu de classement.
Une curiosité est que son stade, Deva Stadium, se trouve sur la frontière entre l'Angleterre et le pays de Galles. Le terrain se trouve au pays de Galles ; les bâtiments et l'entrée, en Angleterre.

## Anciens joueurs
- Simon Davies
- Paul Beesley
- Ian Rush
- Roberto Martínez

## Entraîneurs
- 2002-2004 :  Mark Wright
- 2004-2005 :  Ian Rush
- 2005-2006 :  Keith Curle
- 2006-2007 :  Mark Wright
- 2007 :  Simon Davies
- 2007-2008 :  Bobby Williamson
- 2008 :  Simon Davies